# 音中トンネル
音中トンネル（おとなかトンネル）は、北海道中川郡音威子府村から北海道中川郡中川町に建設中である北海道縦貫自動車道（国道40号音中道路）のトンネルである。名称は仮称である。

## 概要
音中トンネルは音威子府IC - 中川IC間に位置する。
本トンネルは掘削が極めて難航したため、音中道路は当初2018年度（平成30年度）開通予定であったが撤回され、2025年度（令和7年度）の開通予定となった。
音中トンネルは最大土被りが約420 mで、最も困難であった蛇紋岩区間では約320 mであった。地質は起点側の音威子府側から順に泥岩、蛇紋岩、玄武岩類、砂岩・泥岩となっていた。
両側から掘削する計画で2010（平成22年）3月に着工し、10年を経て2020年（令和2年）11月に貫通した。蛇紋岩部の掘削は極めて難航し真円三重支保によるインバートなどを実施した。

## 歴史
- 2010年（平成22年）3月12日 : 着工[4]。
- 2020年（令和2年）11月20日 : 貫通[5][6]。
- 2022年（令和4年）6月10日 : 竣工[4]。
- 2025年度（令和7年度） : 音威子府IC - 中川IC間開通に伴い供用開始予定[2]。